# 鸭池河大桥 (贵黔高速)
贵黔高速鸭池河大桥，位于中国贵州省黔西县与清镇市交界处，是一座跨越鸭池河的高速公路斜拉桥。大桥距下游的东风水电站大坝约2公里，全长1,461米，桥面宽27.9米 ，主桥为主跨800米的双塔双索面钢桁架斜拉桥，主塔采用H型索塔，南岸塔高243.2米，北岸塔高258.2米，桥面至水面高约300米。该桥是贵黔高速公路（G76厦蓉高速公路贵阳至黔西段）的控制性工程，也是世界上主跨最长的钢桁架斜拉桥、主跨最长的山区斜拉桥。总投资7.8亿元人民币，于2016年7月16日建成通车。

## 设计
主桥全长1,240米，跨径组合为72+72+76+800+76+72+72米，采用半漂浮体系混合梁斜拉桥设计，中跨为钢桁梁结构，边跨为预应力混凝土箱梁。钢桁梁结构采用“N”型桁架，横向两片主桁，中心间距为27米，桁高7米，节间长度为8米。